# GNUmed
GNUmed es un gestor de historia clínica electrónica libre para los sistemas operativos Unix-like (BSD, Linux y Unix), Microsoft Windows, Mac OS X y otros. El objetivo de GNUmed es proporcionar un software médico que respete la privacidad de los pacientes y que esté basado en estándares abiertos. Es desarrollado y mantenido por una comunidad de desarrolladores.
GNUmed está basado en proyectos de terceras partes como el sistema de gestión de bases de datos PostgreSQL y está escrito principalmente en Python. Dispone de una interfaz gráfica de usuario basada en WxPython.

## Historia
La primera versión de la GNUmed fue creada por Horst Herb. Cuando Herb dejó el desarrollo activo, el desarrollo de GNUmed fue recogido por Karsten Hilbert quien asumió el cargo de jefe de proyecto y en parte revisó el proyecto.
Karsten Hilbert no estaba solo en sus esfuerzos. Varios desarrolladores se unieron al equipo y ayudaron en un momento u otro: Syan Tan, Ian Haywood, Hilmar Berger, Sebastian Hilbert, Carlos Moro, Michael Bonert, Richard Terry, Tony Lembke y muchos más. Mientras que algunos se centraban en la programación, muchos otros, como Jim Busser y Rogerio Luz Coelho ayudaban en la creación de la documentación o enviaban otros comentarios.
El nombre fue elegido inicialmente para dar crédito al proyecto GNU y la conexión de GNUmed a la profesión médica. El logotipo representa un ñu como una referencia al proyecto GNU acompañado por un serpiente como una referencia para el lenguaje de programación Python, así como para la profesión médica.
Desde el comienzo GNUmed ha evolucionado para competir con otros gestores de historias clínicas electrónicas ya establecidos en términos de funcionalidad y rendimiento.

## Uso
GNUmed es usado principalmente para gestionar historias clínicas electrónicas. Proporciona funcionalidades para archivar historias clínicas escaneadas y para añadir metadatos en las mismas.

## Características
GNUmed soporta de una variedad de características, muchas de ellas implementadas como plugins que extienden las funcionalidades principales. Puede encontrar una lista de características en la documentación de GNUmed.
La página Wiki tiene una sección llamada "WhatCanIActuallyDOWithGNUmedToday" que da una visión más amplia. Cada versión incluye un conjunto distinto de características mejoradas.
Haciendo uso de la interfaz GNUmed, el software de terceras partes puede interaccionar con GNUmed y hacer uso de sus funcionalidades.